# Cesare Fiorio
Cesare Fiorio, né le 26 mai 1939 à Turin, Italie est un ancien directeur sportif des écuries Ferrari, Ligier et de la Scuderia Minardi en Formule 1. Il est aussi l'ancien responsable de la Scuderia Lancia en Championnat du monde des rallyes. Son fils Alessandro « Alex » Fiorio est pilote professionnel de rallye.

## Biographie
Cesare Fiorio est le fils de Sandro Fiorio, ancien chef du département des relations publiques de Lancia et vainqueur du premier Rallye de Sestrières avec son organisateur. Cesare commence la compétition automobile avec Fiat et remporte le championnat italien des voitures de tourisme en 1961. Il participe au rallye Monte-Carlo mais arrête la course à cause d'un accident, cette épreuve reste son seul et unique rallye.
Peu après avoir été diplômé en science politique, en février 1963, Cesare Fiorio rejoint la direction de Lancia et au sein du Club Lancia HF, prépare quelques Lancia Flavia, qu'il engage dans différents rallyes locaux, obtenant quelques victoires. Le Club Lancia HF pallie le non-engagement de la firme en compétition en se dotant de son propre service course, la HF Squadra, qui permet aux pilotes privés de participer à de nombreuses épreuves en mutualisant leurs besoins (pièces détachées, mécaniciens, camions de transports...).
Les instances dirigeantes de la société vont alors s'appuyer sur ce service course privé pour créer, en 1965, la Squadra Corse HF Lancia, le service course officiel de la marque : Lancia fait son retour officiel en compétition dix ans après son désengagement total et signe son premier succès avec la Lancia Flavia Sport Zagato 1.8 à la Coupe des Alpes. En 1967, Ove Andersson remporte le rallye de Catalogne et Sandro Munari gagne le Tour de Corse.
En 1969, l'équipe remporte le championnat européen avec Harry Källström, battant d'autres équipes d'usine telles que Alpine, Ford et Porsche. Peu de temps après, Fiat rachète le groupe Lancia et conserve Fiorio à la tête de l'équipe. En 1972, Munari gagne le rallye Monte-Carlo et l'équipe remporte le Challenge International des marques. L'année suivante, Munari gagne le Championnat d'Europe des rallyes. Désormais incluse dans la constellation Fiat, Lancia peut développer des modèles extrêmement innovants : le carrossier Nuccio Bertone dévoile au Salon International de l'Automobile de Turin un prototype qui fait sensation, la Stratos. Le coup de crayon de Bertone fait mouche auprès de Cesare Fiorio, d'autant que le prototype est doté du moteur V4 de la Fulvia. Fiorio, convaincu du caractère exceptionnel du concept-car, convainc Lancia de construire un véhicule spécifique à partir du modèle d'exposition pour se lancer dans le Championnat International des rallyes : il crée ainsi un précédent en construisant une voiture dont l'objectif premier est la compétition et non la vente.
En 1984, Fiorio est nommé à la tête des activités sportives de Fiat et obtient une place dans le comité directeur de la Juventus F.C. en 1987. Quand Fiat rachète Alfa Romeo en 1988, Cesare Fiorio est à nouveau promu à la tête du département sportif de la marque, la Squadra Corse Alfa Romeo.
En 1989 il devient directeur sportif de la Scuderia Ferrari. L'écurie italienne s'impose dès son premier Grand Prix, au Brésil avec Nigel Mansell, et récidive en Hongrie et au Portugal ; un manque de fiabilité empêche l'équipe de rivaliser avec McLaren et Williams. En 1990, Ferrari recrute Alain Prost, le champion du monde en titre, qui perd le championnat au Japon après un accrochage avec Ayrton Senna. Fiorio est limogé peu avant la saison 1991, mais ne démissionne qu'après les ennuis de l'équipe au Grand Prix de Monaco. En effet, Fiorio avait engagé des discussions avancées avec Senna peu après le Grand Prix automobile du Brésil 1990 afin de l'engager à la place de Nigel Mansell. Le président lui-même de Ferrari, Piero Fusaro, essaiera de débarquer Fiorio de la Scuderia Ferrari.
En 1994, Fiorio réitère l'expérience de la Formule 1, aux commandes de Ligier, propriété de Flavio Briatore. Il quitte son poste l'année suivante quand Tom Walkinshaw rachète l'écurie. En 1996, il retourne à la Formule 1 au sein de l'écurie Forti Corse, jusqu'à sa démission en milieu de saison. Il retourne chez Ligier et y rétablit la compétitivité jusqu'au rachat de Ligier par Prost qui fonde Prost Grand Prix. À la fin de l'année 1998 il rejoint la Scuderia Minardi comme directeur sportif. En milieu de saison 2000, il quitte le monde de la Formule 1 après un désaccord avec Gabriele Rumi, propriétaire de Minardi.
En 1994, Fiorio est nommé Cavaliere della Repubblica Italiana. Il est actuellement employé de la chaîne de télévision italienne Rai.
Le 3 mai 2017, à la suite d'une chute de vélo, Cesare Fiorio se blesse à la tête et aux bras et est trouvé inconscient au sol par des passants. L'Italien de 77 ans est hospitalisé dans un état critique à Brindisi. La semaine suivante, son fils Alex donne des nouvelles rassurantes sur la convalescence de son père.

## Dans la culture populaire
Il est incarné par Riccardo Scamarcio dans le film Race for Glory: Audi vs. Lancia (2024) de Stefano Mordini, qui revient sur la rivalité entre Audi et Lancia durant le championnat du monde des rallyes 1983.